# 西宮市立段上西小学校
西宮市立段上西小学校（にしのみやしりつ だんじょうにししょうがっこう）は、兵庫県西宮市段上町にある公立小学校。2012年（平成24年）現在の児童数は863名である。

## 沿革
- 1978年（昭和53年）2月1日 - 西宮市立段上西小学校開校。

## 進路状況・校区
ほとんどの児童は西宮市立甲武中学校または西宮市立甲陵中学校へ進学する。

### 西宮市立甲武中学校へ進学する地域
- 段上町１〜３、５丁目
- 段上町７丁目(1番、8番)
- 段上町８丁目(1、2、6〜10番)
- 上大市３、４丁目

### 西宮市立甲陵中学校へ進学する地域
- 甲東園１、２丁目
- 仁川町２丁目
- 段上町４丁目

上に書かれた地域は段上西小学校の校区である。また、国私立中学校へ進学する児童もいる。

## 通学区域が隣接している学校
- 西宮市立段上小学校
- 西宮市立樋ノ口小学校
- 西宮市立甲東小学校
- 西宮市立上ケ原小学校
- 宝塚市立仁川小学校